# Hincovce
Hincovce (in ungherese Szepesnádasd, in tedesco Hinsdorf) è un comune della Slovacchia facente parte del distretto di Spišská Nová Ves, nella regione di Košice.